# 辣椒挑战

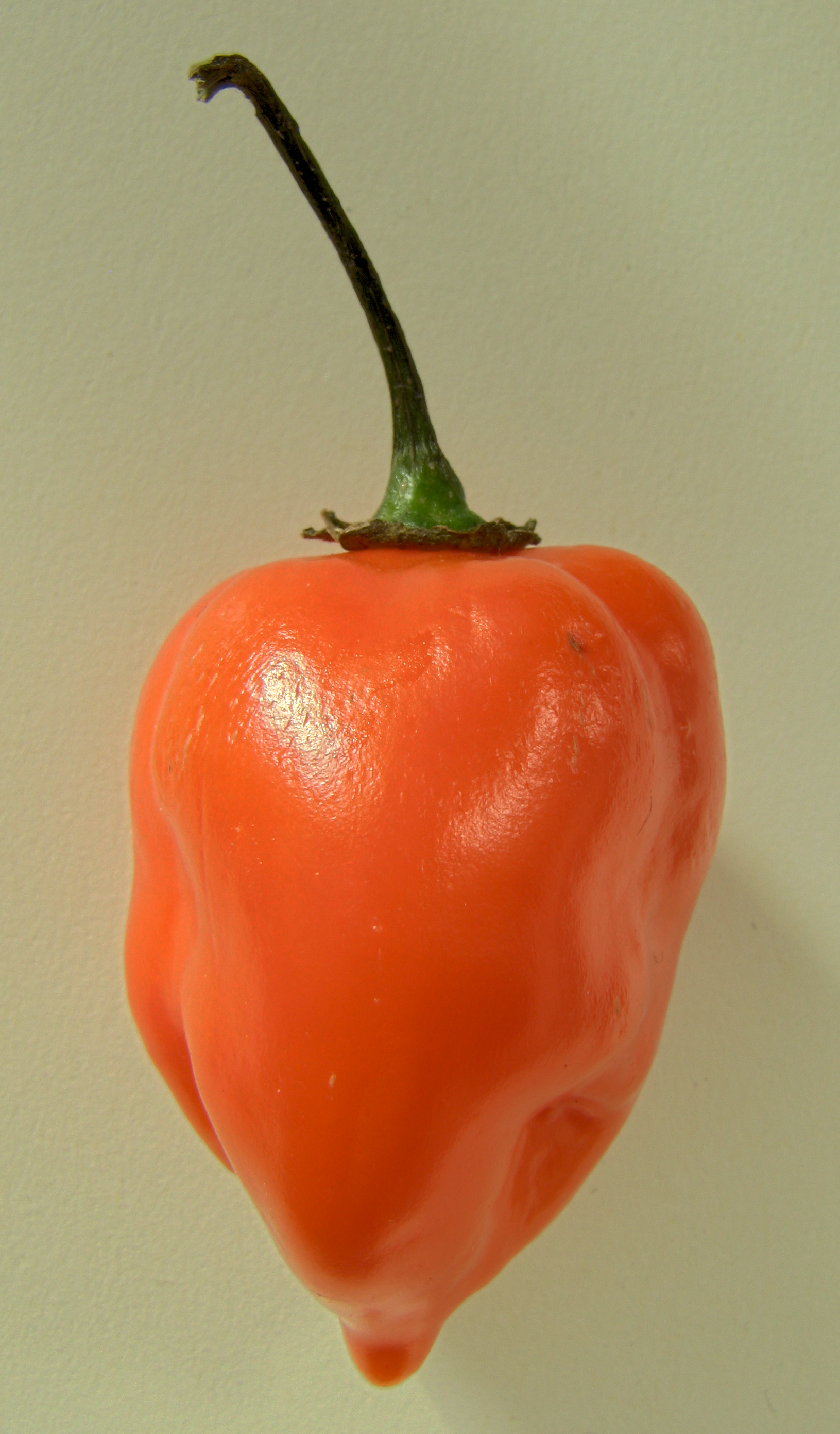
一个哈瓦那辣椒

辣椒挑战（亦称鬼椒挑战）是一种病毒性互联网 食物挑战 ，涉及到吞嚥辣椒自己拍摄的同时，饮食和吞咽一个在史高維爾指標中辣度较高的辣椒（特别是哈瓦那辣椒（鬼椒）、斷魂椒和特立尼達蠍子壯漢T辣椒），拍摄视频后将视频上传到互联网。
视频一般有不同受辣程度的挑战者。在挑战者的介绍中，他们通常会介绍自己为哪个国家挑战，展示辣椒和其素质，通常会预先采取预防措施，如在旁边放置大量牛奶 ，有助于缓解和应对吞嚥辣椒后在口腔和咽喉带来的烧灼感。然后把辣椒整个吃掉。吞嚥辣椒后的一段短时间内，辣椒的辣椒素和相關的辣椒素可能会引起燃烧的感觉和大量出汗，是一项挑战性极高的挑战。吞嚥辣椒可能会引致嘔吐和幻覺，并且会大量消耗牛奶。
報導吞嚥辣椒的健康恐慌案例數量很少。有一个实例，有人在比赛中吞嚥鬼椒而令健康遭受巨大损害，医生发现该男子的喉咙撕开以及左肺崩溃。 2016年12月，五名儿童俄亥俄州西米尔顿一所学校挑战吃鬼椒后住院。 还有一个47岁男士进食配有一个鬼椒酱的汉堡包被送到急诊室。 后来的报告显示，他的食道被高强度的辣椒辣至破裂。
辣椒挑战曾在电视节目如Man v. Food中出现。